# Кармел
Кармел (хебр. הר הכרמל, арап. جبل الكرمل), на арапском језику познат и као Мар Елијас (арап. جبل مار إلياس), обални је планински масив у северном делу Израела који се протеже од Средоземног мора ка југоистоку. Унесков је резерват природе. Велики број градова налази се уз њега, пре свега град Хаифа, трећи по величини у Израелу, који се простире на северним и западним падинама.